# Ed Moses
Ed Moses (n. 7 iunie 1980, Loma Linda⁠(d), California, SUA) este un înotător ce a reprezentat Statele Unite ale Americii, medaliat olimpic. A participat la o ediție a Jocurilor Olimpice (2000) în care a câștigat două medalii de aur și o medalie de argint.